# Jiuli
Jiuli (chinesisch 九里区) war ein Stadtbezirk der bezirksfreien Stadt Xuzhou in der chinesischen Provinz Jiangsu. Sein Verwaltungsgebiet hatte eine Fläche von 98 km² und er zählte ca. 196.000 Einwohner (Anfang 2005). Regierungssitz war das Straßenviertel Huohua (火花街道). Am 5. Mai 2010 wurde Jiuli aufgelöst. Dabei wurden seine Flächen auf die Stadtbezirke Gulou, Quanshan und Tongshan verteilt.

## Administrative Gliederung
Auf Gemeindeebene setzte sich der Stadtbezirk aus dreizehn Straßenvierteln zusammen.